# UCI Oceania Tour 2019
L'UCI Oceania Tour 2019 è stata la quindicesima edizione dell'UCI Oceania Tour, uno dei cinque circuiti continentali di ciclismo dell'Unione Ciclistica Internazionale. Era composto da tre corse che si sono svolte tra gennaio e febbraio 2019 in Australia e Nuova Zelanda.

## Calendario

### Gennaio
| Data  | Prova                     | Cat. | Vincitore        | Squadra       |
| ----- | ------------------------- | ---- | ---------------- | ------------- |
| 19    | Gravel and Tar Classic    | 1.2  | Luke Mudgway     | EvoPro Racing |
| 23-27 | New Zealand Cycle Classic | 2.2  | Aaron Gate       | EvoPro Racing |
| 30-3  | Herald Sun Tour (2019)    | 2.1  | Dylan van Baarle | Team Sky      |

## Classifiche
| Pos. | Corridore        | Punti    |
| ---- | ---------------- | -------- |
| 1    | Michael Matthews | 2 344,86 |
| 2    | Richie Porte     | 1 444,57 |
| 3    | Rohan Dennis     | 1 318,86 |
| 4    | George Bennett   | 1 126    |
| 5    | Benjamin Dyball  | 897      |
| 6    | Jack Haig        | 753      |
| 7    | Patrick Bevin    | 533,57   |
| 8    | Caleb Ewan       | 497,74   |
| 9    | Nathan Haas      | 494,67   |
| 10   | Chris Harper     | 426      |

| Pos. | Squadra                                     | Punti |
| ---- | ------------------------------------------- | ----- |
| 1    | Team BridgeLane                             | 1 151 |
| 2    | St George Continental Cycling Team          | 517   |
| 3    | Pro Racing Sunshine Coast                   | 413   |
| 4    | Drapac Cannondale Holistic Development Team | 179   |
| 5    | Oliver's Real Food Racing                   | 103   |
| 6    | Futuro–Maxxis Pro Cycling                   | 5     |

| Pos. | Nazione       | Punti    |
| ---- | ------------- | -------- |
| 1    | Australia     | 8 374,7  |
| 2    | Nuova Zelanda | 2 578,94 |